# جيمس بيلينجهام
جيمس بيلينجهام (بالإنجليزية: James Bellingham)‏ (1878 في المملكة المتحدة - 1 أكتوبر 1955) هو لاعب كرة قدم بريطاني (وحمل سابقاً جنسية المملكة المتحدة لبريطانيا العظمى وأيرلندا) في مركز قلب الدفاع. لعب مع غريمسبي تاون وكوينز بارك رينجرز ونادي برينتفورد ونادي فالكيرك وTunbridge Wells F.C. ‏.